# Шмарчна
Шмарчна (словен. Šmarčna) — поселення в общині Севниця, Споднєпосавський регіон, Словенія. Висота над рівнем моря: 185,6 м.